# 滝野瓢水
滝野 瓢水（たきの ひょうすい、貞享元2年〈1684年〉 - 宝暦12年5月17日〈1762年7月8日〉）は、江戸時代中期の俳人。滝瓢水とも。

## 人物
播磨国加古郡別府村に生まれる。通称は叶屋新之丞のち新右衛門。生家は千石船七艘を有する富裕な廻船問屋だったが、瓢水の遊蕩乱費のため没落する。俳号は瓢水の他に富春斎（ふしゅんさい）や自得（じとく）等がある。
同時代の書物には、「生得無我にして洒落なれば笑話多し」、「俳事に金銀を擲ちて後まづしかりしも、心にかけぬ大丈夫」と記されている。洒脱な中にも人間味のあふれる作品を残した。
宝暦12年（1762年）5月17日（現在暦では7月8日） 旅先の大坂にて没。享年79歳。

## 作品
（大阪の知人が遊女を身請けしようとしていたのを諫めて詠んだ句）
（亡き母の墓前で孝行できなかったことを悔いて詠んだ句）
（没落し蔵を売った際に詠んだ句）
（風邪をひいて薬を買いに行ったことを、「娑婆への未練」と断じた禅僧に送った句。加古川市の宝蔵寺に句碑あり）
（神戸市須磨区の禅昌寺に句碑あり）
（加古川市の鶴林寺に句碑あり）